# Yannis Philippakis
 (août 2015).
Si vous disposez d'ouvrages ou d'articles de référence ou si vous connaissez des sites web de qualité traitant du thème abordé ici, merci de compléter l'article en donnant les références utiles à sa vérifiabilité et en les liant à la section « Notes et références ».
Yannis Philippakis (né le 23 avril 1986) est le chanteur du groupe de rock indépendant britannique Foals.

## Biographie

### Jeunesse
Né d'un père grec et d'une mère juive ukrainienne née en Afrique du Sud, Philippakis quitte la Grèce avec sa mère à l'âge de 5 ans. Son père lui a appris des chansons et des danses traditionnelles et l'a élevé dans la religion grecque orthodoxe. À l'âge de 5 ans, ses parents divorcent. Son père repart en Grèce un an plus tard. Ce départ l'affecte, avec un sentiment de colère qui l'anime régulièrement pendant son adolescence.
Sa mère ayant peu de revenus, il obtient place de boursier pour aller au collège pour garçons Magdalen Collège à Oxford. Il y étudie l'art, la littérature et le français,.
Il quitte cette institution pour se consacrer entièrement au groupe The Foals.

### Carrière

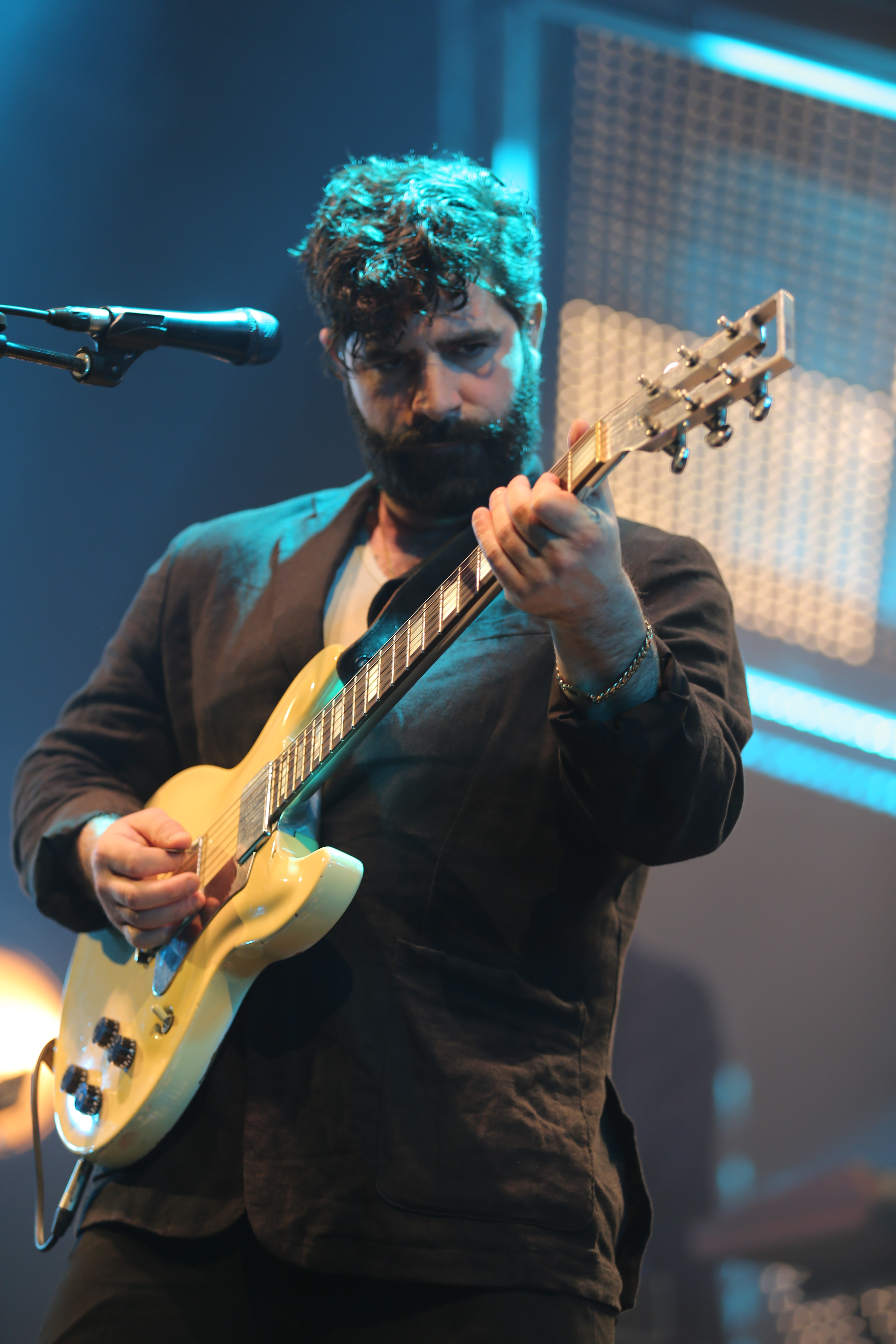
Yannis Philippakis aux Trans Musicales 2024

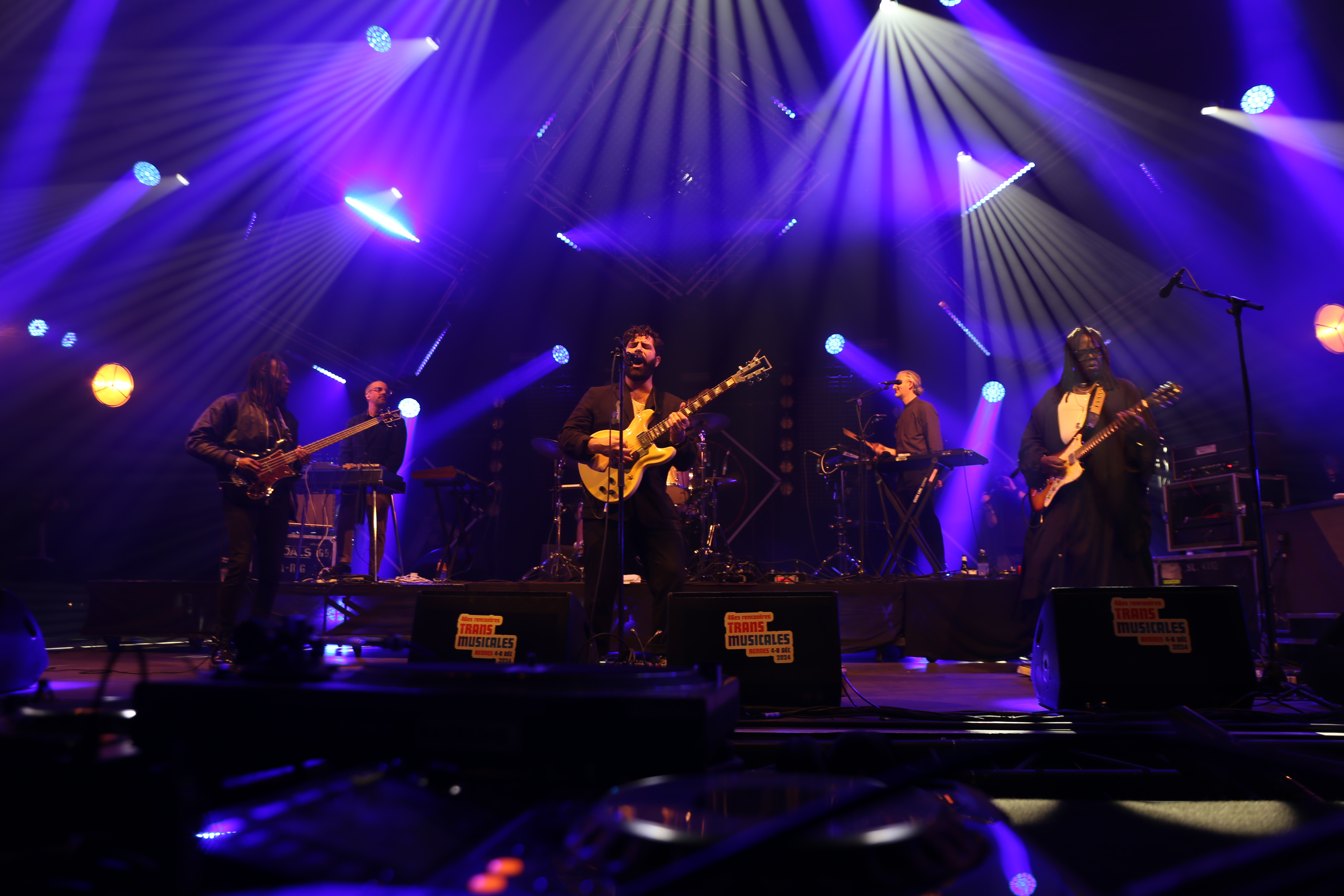
Groupe Yannis & the Yaw aux Trans Musicales 2024

Philippakis crée Foals en 2005 avec Andrew Mears, son ami et ancien leader du groupe Youthmovies après la rupture de son groupe précédent, The Edmund Fitzgerald, groupe qui comprenait aussi le batteur de Foals Jack Bevan. Il apparaît dans le show de la BBC Never Mind the Buzzcocks le 24 janvier 2008. Dans une interview pour la BBC, Philippakis exprime son désir d'écrire un "ballet avec des basses".
Ses intentions de développer le projet Bins Are For Bombs avec Andrew Mears semblent au point mort mais peuvent être ravivées dans un futur proche.
Yannis a produit la chanson Wolf qui apparaît sur l'EP Bruxism du groupe Trophy Wife en 2011. Il a ensuite enregistré le nouvel album de Foals Holy Fire qui est distribué par Warner Bros. depuis le 11 février 2013.
Il s'est produit en tant qu'acteur dans l'adaptation de Moderato cantabile de Marguerite Duras dirigée par Alexander Zeldin.

## Apparitions télévisées
Individuellement
- Never Mind the Buzzcocks

Avec Foals
- Later... with Jools Holland
- Skins (Sur MySpace exclusivement, puis diffusé sur E4)
- The Culture Show
- T-Mobile Transmission
- The Album Chart Show
- Barclaycard Mercury Prize Sessions
- Live from Abbey Road

## Albums
- Antidotes (en) (2008)
- Total Life Forever (2010)
- Holy Fire (2013)
- What Went Down (2015)
- Everything not saved will be lost (2019)
- Life is yours (2022)
- Lagos Paris London (2024)